# دوباره (آلبوم دی‌جی اسنیک)
دوباره اولین آلبوم استودیویی تهیه‌کننده موسیقی الکترونیک فرانسوی، دی‌جی اسنیک است که در تاریخ ۵ آگوست ۲۰۱۶ توسط اینتراسکوپ رکوردز منتشر شد.